# Лобастовы
Лобастовы — деревня в Оричевском районе Кировской области в составе Шалеговского сельского поселения.

## География
Расположена на расстоянии примерно 11 км по прямой на юго-запад от райцентра поселка Оричи.

## История
Известна с 1706 года как починок Соплина с 9 дворами, в 1765 в деревне Соплинской уже 157 жителей. В 1873 году здесь (Соплинская 1-я или Лобастовы)  дворов 9 и жителей 67, в 1905 15 и 102, в 1926 20 и 84, в 1950 (уже Лобастовы) 16 и 63, в 1989 оставалось 4 жителя. 

## Население
Постоянное население  составляло 2 человека (русские 100%) в 2002 году, 2 в 2010.